# Gerhard Hentrich

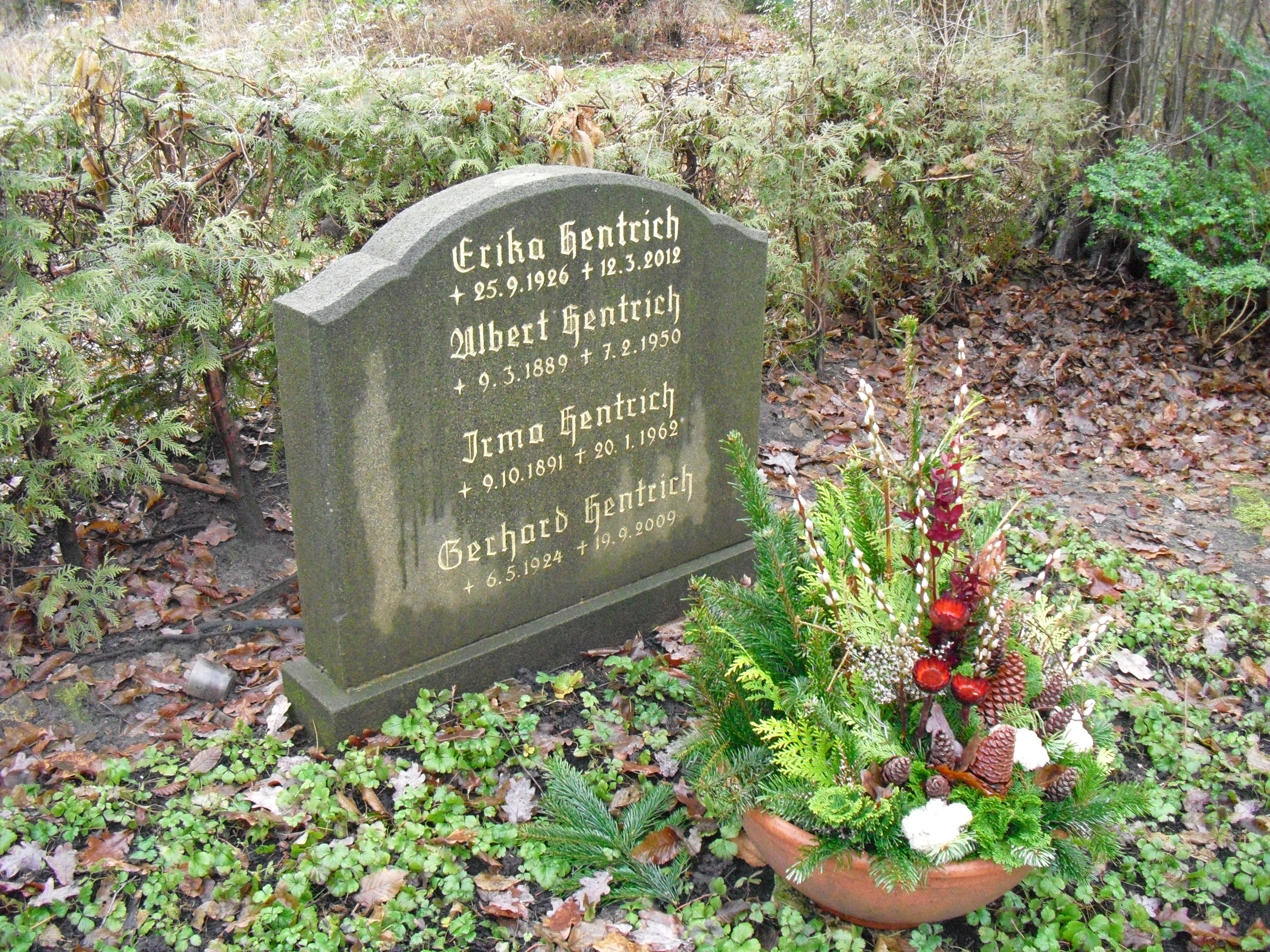
Grabstein der Familie Hentrich auf dem Friedhof Steglitz

Gerhard Hentrich (* 6. Mai 1924 in Berlin; † 19. September 2009 ebenda) war ein deutscher Verleger und Gründer und Leiter der Verlage Edition Hentrich bzw. Hentrich & Hentrich.

## Leben und Werk
Hentrich wuchs in Berlin auf und wollte eigentlich Jura studieren, was ihm als Sohn einer Jüdin jedoch verwehrt war. Sein Vater musste Zwangsarbeit leisten. Er selbst wurde nach dem Abitur zum Militär einberufen und ein Jahr vor Kriegsende schwer verwundet.
Im Jahr 1948 eröffnete er gemeinsam mit seinem Vater in Steglitz eine kleine Druckerei, die Anfang der 1950er Jahre erweitert wurde und in die Steglitzer Albrechtstraße umzog. 1981 wurde dort die Edition Hentrich gegründet, die er Anfang der 1990er Jahre verkaufen musste.
Im Herbst 1998 gründete er gemeinsam mit seinem Sohn Harald Hentrich den Verlag Hentrich & Hentrich, der im brandenburgischen Teetz ansässig war, wo Harald Hentrich das Antiquariat Hennwack betrieb, das heute in Berlin-Steglitz ansässig ist. Der Verlag Hentrich & Hentrich wurde 2009 von Nora Pester übernommen. Gerhard Hentrich, der bereits seit 1982 die Reihe Bücher gegen Vergessen und Verdrängen verlegte, widmete sich mit einem kleinen Mitarbeiterstab in seiner verlegerischen Tätigkeit verstärkt dem Thema der nationalsozialistischen Verfolgung und dem Schicksal deutscher Juden.
Es entstanden unter seiner Federführung die Reihen Jüdische Miniaturen mit Biographien von Albert Einstein, Max Liebermann, Victor Klemperer und Friedrich Wolf sowie Jüdische Memoiren, und er verlegte die Schriftenreihe des Centrum Judaicum.
Die von ihm herausgebrachten Erinnerungen des KZ-Häftlings Adolf Burger Des Teufels Werkstatt über die Geldfälscherwerkstatt der Nazis im KZ Sachsenhausen wurden in Österreich von Stefan Ruzowitzky unter dem Titel Die Fälscher verfilmt.
Das Erscheinen des 100. Bands der Jüdischen Miniaturen erlebte Gerhard Hentrich nicht mehr. Er starb am 19. September 2009 im Alter von 85 Jahren in Berlin.